# 工房
工房（こうぼう）は、工匠の仕事をするための部屋である。画家、彫刻家、工芸家などの仕事場・作業場やアトリエなどのこと。さらに派生的な意味として、親方･師匠に従って制作に従事する人的組織も指す。

## 概要
日本で工房といえば、ものつくりをおこなうアトリエの意味が強い。また英語訳とされるワークショップは産業革命の時代、面積とツール（または機械の製造又は修理のために必要な事項）や製造品の両方提供するのに備わっている部屋や建物作業場を意味した。
工業化と大規模開発工場といった生産の出現までは唯一の作業場所であった。
20世紀から21世紀にかけて、西洋の家には大多数にガレージ、小屋や地下といったまたは屋外の作業場といったワークショップが備わる。こうしたホームワークショップには、典型的には、ワークベンチ、ハンドツール、電動工具やその他の工作用ハードウェアが含まれていく。

## 例
名称に工房を使用した組織や商品などもある。

### 組織等
- 字游工房
- Berryz工房 - 2015年3月3日のグループ活動停止まで日本国内及び海外での公演を行っていた女性アイドルグループ
- 岡部版画工房 - シルクスクリーン版画の工房
- ペヨトル工房 - 幻想文学及び芸術系書籍の出版や、『夜想』をはじめとする雑誌の発行を行っていた日本の出版社
- シナリオ工房 月光 - コンピュータゲームのシナリオを制作する会社
- 動画工房 - アニメーションの企画、制作を主な事業内容とする日本の企業
- パソコン工房・・・日本の準大手パソコン小売業者
- 櫻井音楽工房 - 日本の音楽ソフト会社
- 夢工房 - 日本の芸能事務所
- 文化工房 - テレビ番組の制作・編集・スチルカメラマンや他にも広告・印刷などの業務行う制作プロダクション
- とかち麺工房 - 2014年まで北海道中川郡幕別町で事業を行っていた食品メーカー
- 雑音工房NOISE
- 特定非営利活動法人ガリレオ工房
- 実験工房 - 詩人の瀧口修造の下にさまざまな分野の若手芸術家約14人が集まって結成された総合芸術グループ
- ゆい工房 - 東京都高円寺に事業所を構えているゲーム制作会社
- 編集工房ノア - 大阪市北区中津にあるミニ出版社
- 澤野工房 - 大阪市浪速区にある履物屋・ジャズ・レーベル
- 舞浜地ビール工房ハーヴェスト・ムーン - 株式会社イクスピアリが経営する千葉県浦安市舞浜にある地ビールのブルワリー
- プランタン＝モレトゥスの家屋・工房・博物館複合体 - アントウェルペンにある印刷・出版業の博物館。16世紀の大出版業者クリストフ・プランタンの工房を起源に持ち、2005年にユネスコの世界遺産に登録
- 呉ソフトウェア工房 - 埼玉県さいたま市に本社を置くコンピュータソフトウェアの企画、開発および販売を事業内容とする日本の企業
- 覆面屋工房 - プロレスラーの覆面とコスチュームの制作会社
- ヘキスト陶磁器工房 - ドイツの陶磁器メーカー (Höchster Porzellanmanufaktur)
- 第一工房 - 日本にある建築設計事務所
- 神藝工房 - 1999年に結成されたMADムービーや壁紙の製作団体
- 新貨車工房 - 同人2名が運営する埼玉県の鉄道模型メーカー
- 劇画工房 - 1959年（昭和34年）に結成された劇画制作集団
- 戯音工房 - テレビ番組の音響効果・選曲・MAの制作プロダクション
- 快適工房 - グンゼ株式会社が発売する紳士・婦人用のベーシック肌着シリーズの商品名かつ同社インナーウエア商品開発研究所名
- ラファエロ・サンティ#工房
- メディア工房 (英: Media Kobo, Inc.） - 主にパソコン向け及び携帯電話向けの課金占いコンテンツの提供等を行う企業
- おかず工房
- 覚醒工房 - 1981年に発足した『覚醒派レコード』を前身とする日本のレコードレーベル
- ナイル短歌工房 - 日本の短歌結社
- でんてつ工房 - 日本の鉄道模型メーカー
- スバルカスタマイズ工房
- アンソニー・ヴァン・ダイク#ヴァン・ダイク工房
- 菓子工房フラノデリス - 北海道富良野市にある洋菓子店
- 京都音工房 - 京都市東山区にある音楽レーベル
- 鳳工房 - 1988年から脚本家鳥海尽三が主宰を始めたシナリオサークル
- 川田太鼓工房 - 1979年（昭和54年）に創業した和太鼓の専門メーカー
- アニメ工房婆娑羅 - アニメーション制作のうち、作画作業の請負および背景画制作を主な事業内容とした日本の企業
- ビスク・ドール#代表的な製造会社
- 五感工房 - かつて存在した日本の音響機器メーカー
- 旅工房 - 旅行業法に基づく旅行業者
- ゾディアック・ワークス - 松崎淳が経営するギター工房（ZODIACWORKS）
- 竹中木版 - 京都府京都市に工房を置く、日本の木版印刷工房
- 1113工房 - 日本のアダルトビデオメーカー
- 白ヤギ工房 - 北海道札幌市にある工房、車いすの整備・修理、オーダーメイド品の製作を手がけている

### 施設
- 飛鳥池工房遺跡 - 奈良県明日香村大字飛鳥にある古代の工房遺跡
- 工房絵 - 神奈川県平塚市の複合施設 麗にある授産所
- 北野工房のまち - 神戸市中央区にある「神戸ブランドに出会う体験型工房」
- 浜福鶴吟醸工房 - 神戸市東灘区にある資料館
- 道の駅飛騨たかね工房 - 岐阜県高山市にある道の駅
- とらや工房
- 誕生の塩工房 - 兵庫県豊岡市竹野町の竹野浜にある海水から塩づくりを体験できる施設
- 播州織工房館 - 兵庫県西脇市西脇452-1にある播州織の資料、製品などの展示・販売施設
- カラコロ工房 - 島根県松江市殿町43にある、旧日本銀行松江支店の建物を利用した工芸館（KARAKORO Art Studio）
- 筆の里工房 - 広島県安芸郡熊野町にある筆をテーマにした博物館
- INAXライブミュージアム#陶楽工房
- 匠工房
- とらや工房
- こだわり工房村
- 生野まちづくり工房井筒屋

### 番組
- メディア工房 - 2006年4月にフジテレビが放送開始したモータースポーツ情報の番組
- (有)櫻井工房 - 2002年10月10日～2003年3月27日まで放送していた文化放送のアニラジ番組
- おしゃれ工房 - NHK教育テレビジョンの女性向け講座番組。
- ノージーのひらめき工房 - NHK教育テレビジョン（Eテレ）で2013年（平成25年）4月から放送されている4 - 5歳児向けの工作番組
- 趣味工房シリーズ - 2010年度と2011年度にNHK出版から発行された番組テキストの共通名称
- 器 夢工房 - 2003年4月6日から2009年度までNHK衛星第2テレビジョン、NHK総合テレビで放送されていた10分間の教養番組
- ラジオおもしろ肥後狂句工房! - 熊本放送（RKK）で放送されていたラジオ番組
- 良品工房テレショップ - テレビとインターネットを通じて通信販売を行っている番組

### 作品等
- ふしぎ工房症候群 - 朗読CDシリーズの総称
- 秘密の工房 - ロールプレイングゲーム用のアドベンチャー(The Forge of Fury)
- 超操縦メカ MG#工房
- 日車夢工房 - 日本車輌製造の鉄道をモチーフとした雑貨、鉄道模型のブランド
- 映画工房
- フランキー工房
- 工房制作
- 美ら音工房ヨーゼフ - 日本のオーボエ、イングリッシュホルンのブランド
- 工房モモ